# Ernst Boerschmann
Ernst Boerschmann (* 18. Februar 1873 in Prökuls im Memelland, heute Litauen; † 30. April 1949 in Bad Pyrmont; vollständiger Name: Ernst Johann Robert Boerschmann) war ein deutscher Architekt, Baubeamter und Sinologe.

## Leben
Boerschmann wurde als Sohn des Rechnungsrates Robert Borschmann und dessen Ehefrau Antonie, geborene Dultz in Memel geboren. Sein Bruder war der Mediziner und sozialdemokratischer Parlamentarier Friedrich Börschmann (1870–1941), seine Schwester die Reformpädagogin und Schuldirektorin Anna Börschmann (1871–1939).

Er besuchte das Humanistische Gymnasium in Memel. Nach Ablegung der Reifeprüfung studierte er von 1891 bis 1896 an der Technischen Hochschule (Berlin-)Charlottenburg Architektur und Bauwesen. Nach Referendariat und Staatsexamen trat er 1901 als Regierungsbaumeister (Assessor) in die preußische Hochbau- und Militärverwaltung ein. Hier wurde er 1896 Regierungsbauführer. Seinen Militärdienst leistete er als Einjährig-Freiwilliger bis September 1898. Sein höchster Dienstgrad war Leutnant. Nach seinem Referendariat und Staatsexamen trat er als Regierungsbaumeister in die preußische Bauverwaltung ein. Von 1902 bis 1904 war er als Bauinspektor zur Ostasiatischen Besatzungsbrigade nach China abkommandiert worden. Hier erwachte sein Interesse für die bis dahin wenig beachtete, klassische Chinesische Architektur. Zum Militärbaumeister wurde er 1905 ernannt.
Ab 1906 wurde Ernst Boerschmann als bautechnischer Sachverständiger an die deutsche Gesandtschaft nach Peking beordert. Im September des gleichen Jahres begann er, mit finanzieller Unterstützung des Deutschen Reiches, eine erste Expedition, auf der er mit dem offiziellen Status eines wissenschaftlichen Beraters der deutschen Gesandtschaft vierzehn der achtzehn altchinesischen Provinzen bereiste. Auf dieser Reise nahm er zahlreiche Pagoden und Tempel fotografisch und zeichnerisch auf. Sie bildeten das Material für seine späteren Veröffentlichungen. Ab 1909 begann er mit der Auswertung der gesammelten Materialien. Den Charakter als Baurat erhielt er 1912.
Am Ersten Weltkrieg nahm Ernst Boerschmann nur kurz teil. Bereits im Januar 1915 war er wieder bei der preußischen Militärbauverwaltung und wurde 1916 in Königsberg Militärbaurat. Ab 1918 begann er während seiner Tätigkeit als Leiter des Militärbauamtes in Königsberg (1918–1921) eine Vortragstätigkeit über China. Sie erstreckte sich zunächst nur auf Ostpreußen, wurde aber bald auf das gesamte Reich ausgedehnt. In Berlin, wo er seit 1921 tätig war, forcierte er auch seine Forschungstätigkeit. Ab 1925 hatte er einen Lehrauftrag an der Technischen Hochschule Charlottenburg; er erhielt hier 1927 den Professorentitel.
Von 1933 bis 1937 weilte Ernst Boerschmann zum dritten Mal in China. Auch von dieser Reise brachte er zahlreiche Unterlagen – Fotos, Bauzeichnungen sowie Kopien von Steinreliefs und Inschriften – mit. Bereits 1934 wurde er in den Ruhestand versetzt. War aber seit 1940 war er Lehrbeauftragter an der Friedrich-Wilhelms-Universität Berlin, an deren Sinologisches Seminar er ein Forschungsinstitut für chinesische Architektur anschließen wollte. 1943 wurde seine Wohnung zerstört; den größeren Teil des von ihm gesammelten Materials hatte Boerschmann nach Bad Pyrmont schaffen können, woher seine Frau stammte, u. a. sein Fotoarchiv und seine umfangreiche Bibliothek.
Boerschmann vertrat von 1945 bis zu dessen ordentlicher Besetzung den Hamburger sinologischen Lehrstuhl. Nach seinem Tod gelangte ein Teil seiner Bibliothek über den Kölner Kunsthistoriker Werner Speiser, Leiter des Ostasiatischen Museums in Köln, über das Kunsthistorische Institut der Universität zu Köln in die Universitäts- und Stadtbibliothek Köln, der wissenschaftliche Nachlass in das Universitätsarchiv Köln.
Ein Teil seines schriftlichen Nachlasses befindet sich im Deutschen Kunstarchiv im Germanischen Nationalmuseum in Nürnberg.

## Publikationen
- Denkschrift über das Studium der chinesischen Baukunst, 1905;
- Architektur- und Kulturstudien in China, 1910;
- Die Baukunst und religiöse Kultur der Chinesen, 3 Bände, Leipzig 1911, 1924 und 1931;
- P'u t'o shan, die heilige Insel der Kuan Yin, der Göttin der Barmherzigkeit, Reimer Verlag Berlin, 1911;
- Einige Beispiele für die gegenseitige Durchdringung der drei chinesischen Religionen, Zeitschrift für Ethnologie, 1911;
- Beobachtungen über Wassernutzung in China, Berlin, 1913;
- Gedächtnistempel Tzé Táng, Reimer Verlag Berlin, 1914;
- Anlage chinesischer Städte, Deutsche Gesellschaft für Ostasienkunde, Berlin, 1924;
- Chinesische Architektur. 2 Bände, Berlin, 1925. Wasmuth Verlag Berlin;
- Baukunst und Landschaft in China. Eine Reise durch zwölf Provinzen. 2. Aufl. Berlin, 1926. Wasmuth Verlag;
- Chinesische Baukeramik, Berlin 1927;
- Chinesische Pagoden : erster Teil, Berlin, Leipzig : de Gruyter Verlag, 1931;
- Das neue China : Einweihungsfeier des neuen Hauses und Eröffnung der Schausammlung ; nach einem Vortrag im China-Institut am 15. Juni 1936;
- Das nationale Grabmal für Sun Yatsen auf dem Purpurberg bei Nanking, 1936	;
- Aufstieg in Shensi : Erlebnisse und Beobachtungen, Hamburg, 1936;
- Zur chinesischen Architektur, 1937;
- Die große Gebetmühle im Kloster Ta Yüan Si auf dem Wu Tai Schan, 1937;
- Die Pai t'a von Suiyüan, De Gruyter Verlag, 1938;
- Steinlöwen in China, China-Institut Frankfurt/Main, 1938;
- Die Weisheit des lächelnden Lebens, gemeinsam mit Lin Yütang, 1938;
- A Grammar of Chinese Lattice, gemeinsam mit Daniel Sheets Dye, 1938;
- Chinese Buddhist Monasteries, gemeinsam mit Johannes Prip-Møller, 1939;
- Lagepläne des Wutai shan und Verzeichnisse seiner Bauanlagen in der Provinz Shanxi, Walravens, Hartmut (Hrsg.) Harrassowitz Verlag Wiesbaden, 2012;
- Hongkong, Macau und Kanton : eine Forschungsreise im Perlfluss-Delta 1933, (Hrsg. Eduard Kögel), De Gruyter Verlag, 2015:
- Hongkong, De Gruyter Verlag, 2015;
- Pagoden in China : das unveröffentlichte Werk „Pagoden II“ , Walravens, Hartmut (Hrsg.), Harrassowitz Verlag Wiesbaden, 2016;
- Gedächtnistempel – Tzé táng, De Gruyter Verlag Berlin und Boston, 2017;